# Prsa
Prsa (rjeđe prsište) su prednji dio tijela od vrata do trbuha u kojem su smješteni srce i pluća.

## Etimologija
Riječ podrijetlo vuče iz praslavenske i staroslavenske riječi pьrsь u raznim inačicama (rus. pers, polj. pierś, lit. pirši) koje imaju značenje "grudi konja".

## Poremećaji
Poremećaj kokošja prsa označava prsni koš sa strane stisnut, a s prednje, gornje strane ispupčen.